# ترزا سویچکفکو
ترزا سویچکفکو (انگلیسی: Tereza Szewieczková؛ زادهٔ ۴ مهٔ ۱۹۹۸) بازیکن فوتبال اهل جمهوری چک است.
وی همچنین در تیم ملی فوتبال زنان جمهوری چک بازی کرده‌است.